# Людський зоопарк

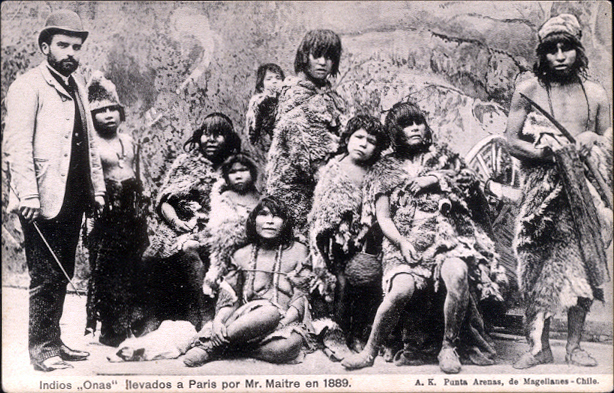
Уродженці Вогняної Землі (Аргентинська Патагонія), привезені до Парижа Метром у 1889 році.

Людський зоопарк — публічні виставки людей у XIX і XX століттях, метою яких було продемонструвати вихідців з Азії та Африки в так званому природному і часом примітивно-дикунському вигляді. Виставки часто підкреслювали культурні відмінності між людьми західної цивілізації та представниками неєвропейських народів або іншими жителями Європи зі способом життя, що вважався примітивним. Пізніше етнологічні експозиції були піддані жорсткій критиці як принизливі та расистські.

## Перші людські зоопарки
У Західній півкулі, один з найперших відомих зоопарків, за Монтесуми у Мексиці, складався не лише з великої колекції тварин, але також і людей, наприклад, гномів, альбіносів і горбанів.
В епоху Відродження, Медічі відкрили великий звіринець у Ватикані. У 16 столітті, Кардинал Іпполіто Медічі мав колекцію людей різних рас, а також екзотичних тварин. Там були маври, татари, індійці, турки та африканці.
Одною із перших сучасних експозицій людей була виставка рабині Джойс Гет, організована Фінеасом Барнумом у лютому 1835, а, згодом, сіамських близнюків Чанга та Енга Банкерів. Ці виставки переросли у так звані шоу потвор. Іншим яскравим прикладом є Саарті Баартман (намаянка), так звана Готтентотська Венера, яку демонстрували у Лондоні та Франції до самої смерті у 1815 році.

## 1870–1945

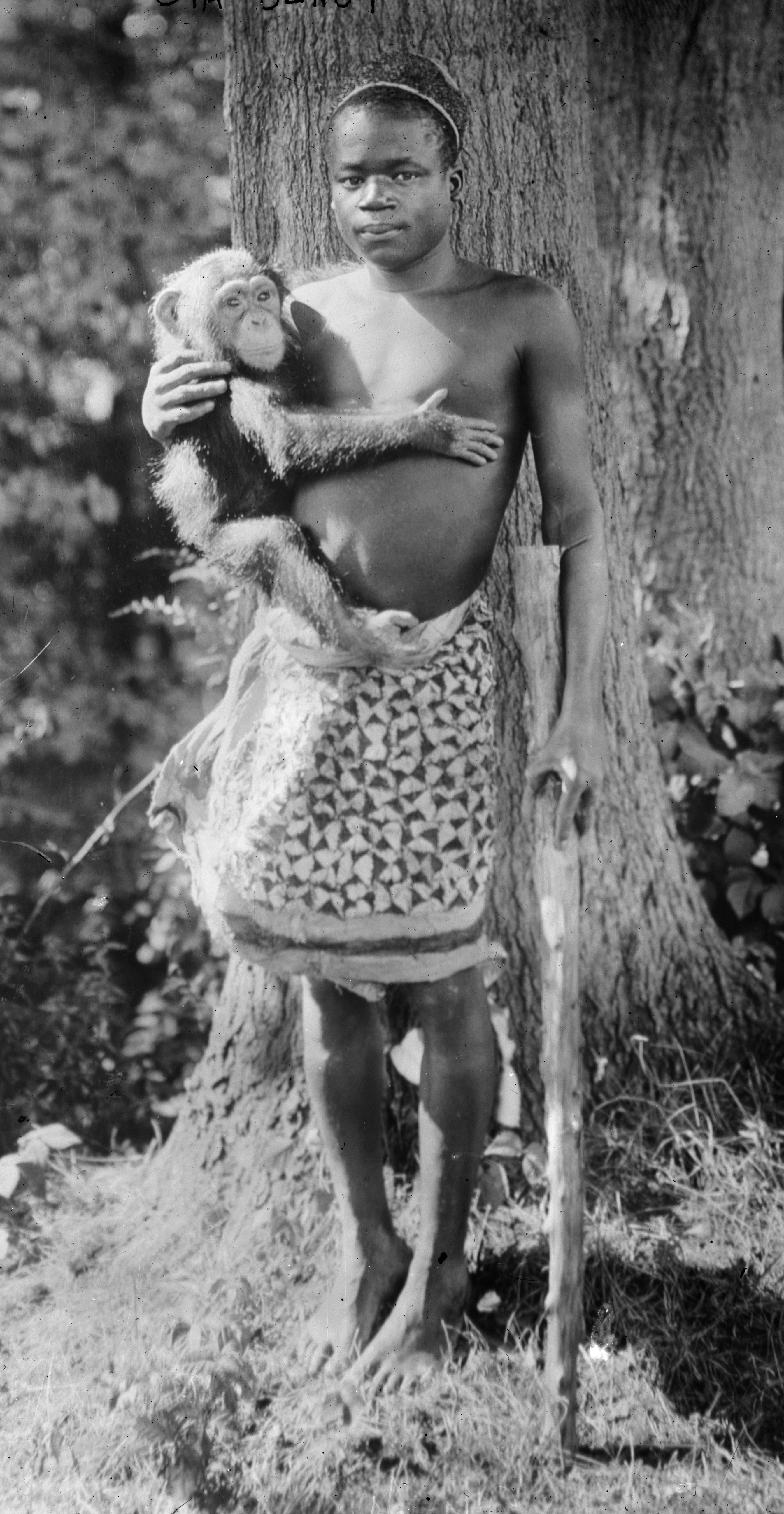
Ота Бенга, виставка людей, 1906. Вік 23. Висота 150 см.
Вага 47 кг. Привезений з Касаї, Вільна держава Конго, Південно Центральна Африка, від д-ра Самуеля П. Вернер.
Виставлявся щодня після обіду у вересні.

У 1870-х, виставки екзотичних народів стали популярними в багатьох країнах. Людські зоопарки були в Парижі, Гамбурзі, Антверпені, Барселоні, Лондоні, Мілані, Нью-Йорку та Варшаві. Кожну виставку відвідувало від 200 000 до 300 000 відвідувачів. У Німеччині великого розголосу набув Карл Гаґенбек, ділок у справах диких тварин і майбутній власник багатьох європейських зоопарків, що вирішив у 1874 році показати Самоа і саамів як «чисто природних» людей. У 1876 році він послав помічника в єгипетський Судан, щоб поповнити колекцію диких звірів і нубійців. Нубійська виставка була дуже успішною в Європі й гастролювала в Парижі, Лондоні та Берліні. У 1880 році він також направив агента в Лабрадор, щоб убезпечити ряд ескімосів та інуїтів з Моравської місії Геброна. Ці інуїти були виставлені в Гамбурзькому зоопарку.
Жоффруа де Сент-Ілер, директор зоопарку Jardin d'Acclimatation організував в 1877 році два етнологічні спектаклі, які представили нубійців і інуїтів. У тому ж році аудиторія Jardin d'Acclimatation подвоїлась до одного мільйона. Між 1877 і 1912 роками, в цьому зоопарку були представлені близько тридцяти етнологічних виставок.
У 1883 році корінні жителі Суринаму були виставлені на Міжнародній Колоніальній та Експортній виставці в Амстердамі, що проходила в Державному музеї Амстердама.
На всесвітніх виставках 1899 і 1878 були представлені Negro Village (Негритянські села). 28 мільйонів осіб, що відвідали Всесвітню виставку 1899, побачили 400 корінних народів як головну атракцію. На Всесвітній виставці 1900 була представлена відома діорама про життя на Мадагаскарі, в той час як колоніальні виставки в Марселі (1906 і 1922) і в Парижі (1907 і 1931) також демонстрували людей у клітках, часто оголених або напівоголених.
У 1931 виставка в Парижі була настільки успішною, що 34 мільйонів людей відвідали її протягом шести місяців, а менша контрвиставка під назвою «Правда про колонії із критикою примусової праці в колоніях», організована комуністичною партією, привернула дуже мало відвідувачів.